# Manuele Mori
Manuele Mori (Empoli, 9 d'agost del 1980) és un ciclista italià professional des del 2002 i actualment a l'equip UAE Abu Dhabi. Dotat especialment pels esprints. Nasqué en una família ciclista; el seu pare Primo guanyà una etapa del Tour de França de 1970 i el seu germà gran Massimiliano també és ciclista.

## Palmarès
- 2003
  - Vencedor d'una etapa de la Volta a Toscana sub-23
- 2007
  - 1r a la Japan Cup

### Resultats al Giro d'Itàlia
- 2004. 76è de la classificació general
- 2005. 85è de la classificació general
- 2006. 88è de la classificació general
- 2007. Abandona (15a etapa)
- 2009. 93è de la classificació general
- 2014. 118è de la classificació general
- 2015. 80è de la classificació general
- 2016. 63è de la classificació general
- 2018. 66è de la classificació general

### Resultats a la Volta a Espanya
- 2010. 90è de la classificació general
- 2011. 107è de la classificació general
- 2013. 70è de la classificació general

### Resultats al Tour de França
- 2013. 76è de la classificació general
- 2017. Abandona (9a etapa)